# 长物志
《长物志》，明朝文震亨著，成书於1621年，共12卷。收入《四庫全書》。
作者文震亨（1585年-1645年），字启美，江苏苏州人。他是明代大书画家文徵明的曾孫，天启间选为贡生，任中书舍人，書畫咸有家風。平時遊園、詠園、畫園，也在居家自造園林。《长物志》一书完成于崇祯七年（崇祯七年为1634年，必误。今明刻本与四库本皆无版本说明，成书时间不知据何而来，崇祯七年成书似为《园冶》成书时间之误），全书十二卷，直接有关园艺的有室庐、花木、水石、禽鱼、蔬果五志，另外七志书画、几榻、器具、衣饰、舟车、位置、香茗亦与园林有间接的关系。相比于《园冶》，《长物志》更多地注重于对园林的玩赏，与《园冶》更多地注重于园林的技术性问题正可互为补充。此外，《园冶》因为是立足于江南的造园实践，而江南花卉繁茂，水源充沛，所以计成对此措意不多；《长物志》则主要是针对北方的造园实践，而北方草木珍稀，水源犹缺，所以，文震亨对此的重视尤见匠心。 

## 目錄
1. 卷一 室廬
2. 卷二  花木
3. 卷三  水石
4. 卷四  禽魚
5. 卷五  書畫
6. 卷六  几榻
7. 卷七  器具
8. 卷八  衣飾
9. 卷九  舟車
10. 卷十  位置
11. 卷十一  蔬果
12. 卷十二  香茗

## 各卷審定者
1. 卷一 室廬，王醇(?~1627)審定
2. 卷二 花木，潘之恆(1556~1622)審定
3. 卷三 水石，李流芳(1575~1629)審定
4. 卷四 禽魚，錢希言(1562~1638)審定
5. 卷五 書畫，沈德符(1578~1642)審定
6. 卷六 几榻，沈春澤(?~1629)審定
7. 卷七 器具，趙宦光(1559~1625)審定
8. 卷八 衣飾，王留(?~1619)審定
9. 卷九 舟車，婁堅(1567~1631)審定
10. 卷十 位置，宋繼祖(1526~?)審定
11. 卷十一 蔬果，周永年(1582~1647)審定
12. 卷十二 香茗，文震孟(1574~1636)審定

## 學術研究
曾任英国维多利亚和阿尔伯特博物馆远东馆长的柯律格（Craig Clunas），在大英博物馆举办的中国玉器展作准备工作时曾依据《长物志》一书作为鉴别玉器年代的原始材料；后来更从明代物质文化的角度研究此書，著有论《长物志》-明代中国的物质文化。